# Takestan

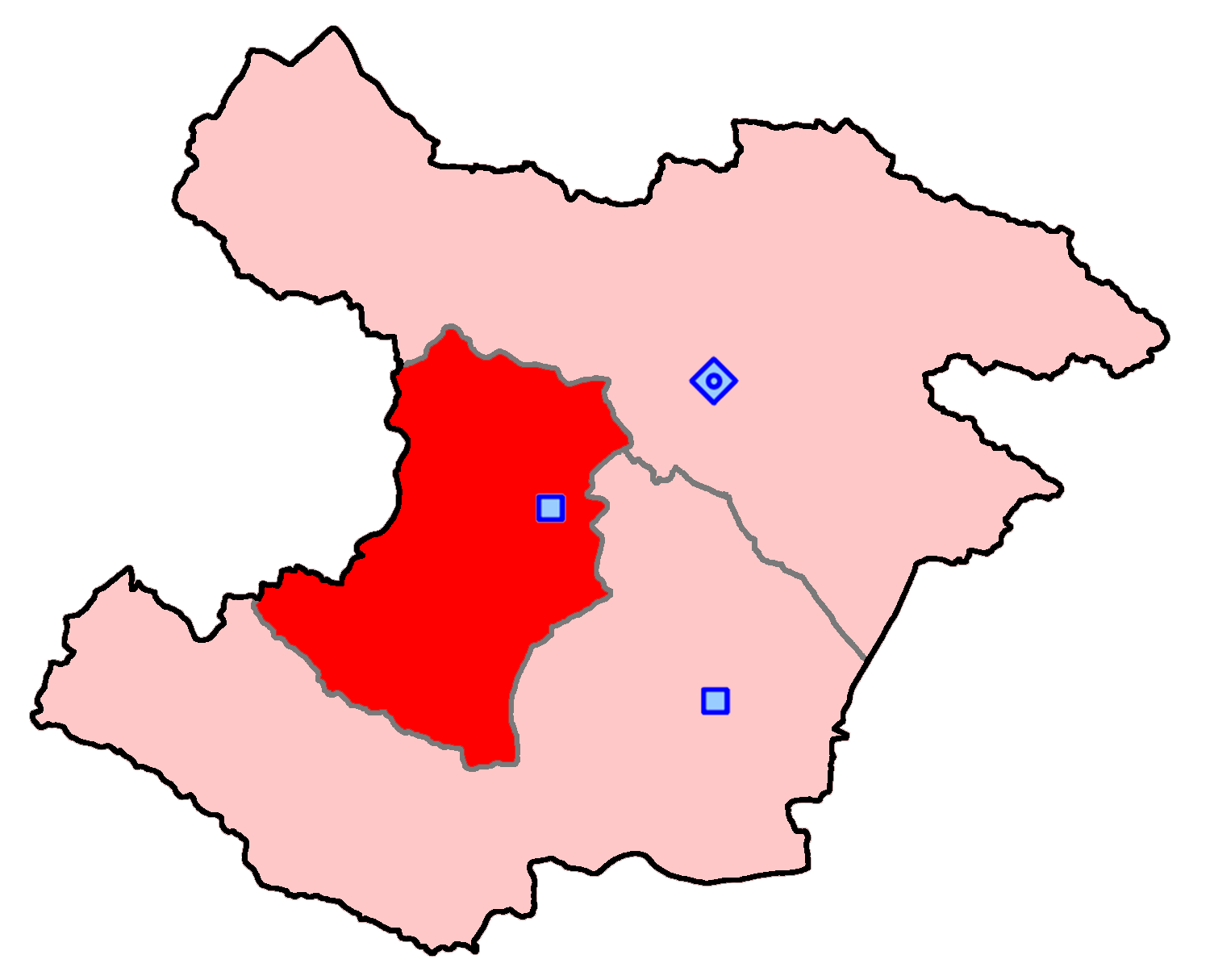
Carte du Takestan

Tākestān (en persan : تاكستان), ville d'Iran située au sud-ouest de Qazvin, dans la province de Qazvin.
Un monument notable s'y trouve: l'Imamzadeh Pir ou Pir-e Takestan, un tombeau-tour seljoukide, de plan carré surmonté d'une coupole, ca. 1100.